# Pensieri lenti e veloci
Pensieri lenti e veloci (titolo originale Thinking, Fast and Slow) è un saggio scritto nel 2011 da Daniel Kahneman, Premio Nobel per l'economia nel 2002. Questa opera dello psicologo israeliano descrive il funzionamento del cervello umano quando viene coinvolto nei processi decisionali. Vengono descritti diversi meccanismi che sono stati studiati negli anni dall'autore come la dicotomia tra Sistema 1 (più veloce, istintivo ed emozionale) e Sistema 2 (più lento e logico), i bias cognitivi ed euristiche, avversione alla perdita, priming, framing, ecc. 

## Sommario

### I due sistemi
Nella prima parte del libro Kahneman descrive il funzionamento della mente umana come un'interazione precaria tra due personaggi fittizi: 
- Il Sistema 1: Veloce, automatico, emozionale, inconscio. Alcuni casi nei quali esso interviene:
  - localizzare la sorgente di un suono
  - completare la frase "guerra e ..."
  - risolvere 2+2=?
  - guidare un'automobile in condizioni favorevoli
  - comprendere semplici frasi
- Il Sistema 2: Lento, pigro, logico/matematico, conscio. Alcuni casi nei quali esso interviene:
  - contare il numero di volte che la lettera A appare in un testo
  - parcheggiare l'automobile in un posto stretto
  - determinare la validità di un complesso ragionamento logico
  - risolvere 17×24=?

Il Sistema 1 interviene in modalità automatica fornendo risposte veloci mentre il Sistema 2, più pigro, entra in gioco quando il problema da risolvere è troppo complesso per il Sistema 1. I due sistemi funzionano tipicamente in maniera sinergica e corretta (per esempio se il Sistema 1 non fosse in grado di riconoscere i pericoli in maniera rapida l'essere umano correrebbe molti rischi per la propria incolumità), ma alcuni meccanismi associativi come priming, umore, effetti vari (per es. alone, ricordo, ecc.), la tendenza a "saltare alle conclusioni", stereotipi, ecc. talvolta portano il Sistema 1 a conclusioni errate. 

### Euristiche e bias
Nella seconda parte del libro l'autore descrive i principali fallimenti del Sistema 1 legati al fatto che il cervello tende a ricondurre le nuove esperienze a pattern noti. Alcuni meccanismi descritti sono: effetto ancoraggio, euristica della disponibilità, la fallacia della congiunzione (vedi il "problema di Linda"), il bias dell'ottimismo, l'avversione alla perdita, ecc. 

### Eccessiva sicurezza (Overconfidence)
In questa parte l'autore introduce l'illusione della comprensione, il costo sociale delle valutazioni basate sul "senno di poi", l'illusione di abilità finanziaria, il ruolo degli esperti nelle varie valutazioni, la fallacia della pianificazione (ovvero l'eccessivo ottimismo che solitamente porta a sottostimare tempi e costi di realizzazione di un progetto), ecc. 

### Scelte
La quarta parte del libro introduce la Teoria del prospetto che fornisce una descrizione di come gli individui effettivamente si comportino di fronte a una decisione (in particolare in condizione di rischio). Essa è stata elaborata a partire da alcuni errori presenti nella Teoria dell'Utilità del matematico svizzero Daniel Bernoulli. Il punto cruciale di questa teoria afferma che l'essere umano tende a preferire l'evitamento di perdite all'acquisizione di guadagni equivalenti. La Teoria del prospetto, applicata all'economia, ha permesso a Kahneman di vincere il Premio Nobel nel 2002. Questa parte del saggio parla anche dell'effetto dotazione, lo schema a quattro celle, sovrastima e sovraponderazione degli eventi rari, del framing emozionale per il quale viene proposto il seguente esempio : 
Domanda 1: Accetteresti una scommessa in cui ti si proponesse il 10% di probabilità di vincere 95 dollari e il 90% di probabilità di perderne 5?
Domanda 2: Pagheresti 5 dollari per partecipare a una lotteria che desse il 10% di probabilità di vincere 100 dollari e il 90% di probabilità di non vincere nulla?
I due scenari sono equivalenti ma la maggior parte delle persone sceglie lo scenario due pensando che sia migliore dello scenario uno.

### I due sé
Nella quinta e ultima parte l'autore descrive l'esistenza di due sé: quello esperienziale (legato alle emozioni che la persona prova mentre vive una determinata esperienza) e quello mnemonico (legato al ricordo che la persona memorizza di come ha valutato una determinata esperienza nel suo complesso). Il sé mnemonico ha un peso maggiore nel processo decisionale. 

## Edizioni
- Thinking, Fast and Slow, London, Allen Lane, 2011, ISBN 9781846140556.
- Pensieri lenti e veloci, traduzione di Laura Serra, Arnoldo Mondadori Editore, 2012, ISBN 978-88-04-73612-7.